# Sakristija
Sakristija (lat. sacer - "svet", slat. sacristia - "nusprostorija uz crkvu")  je sporedna crkvena prostorija, u kojoj se čuva sve što je potrebno za Svetu misu, poput liturgijske odjeće i sakralnih predmeta (liturgijsko posuđe, posvećeno posuđe (vasa sacra) i vasa non sacra: kalež, hostija, tanjurići, svijećnjaci, svijeće, liturgijske knjige i dr.).
Sakristija posebice služi kao mjesto gdje se klerici; svećenici, đakoni i ministranti presvlače prije i poslije bogoslužja. O sakristiji se uglavnom brine laička osoba koja pomaže u crkvi i na drugim poslovima, poput zvonjenja. Ponekad se u katoličkim crkvama može naći i druga sakristija koja je namijenjena ministrantima.
Sakristija je opremljena ormarima u kojima se čuva liturgijska odjeća i ostala oprema. Trezori u kojima se pohranjuju vrijedno liturgijsko posuđe, sudoper i stolovi su također čest dio sakristijske opreme. Ponekad se na sakristiju nastavlja skladište u kojom se čuvaju rijetko korišteni rekviziti a u većim crkvama to može biti posebna prostorija.
Razvila se u 10. stoljeću zapadnoj Crkvi iz pastoforija. Sakristija je nastala ujedinjenjem tih dviju prostorija prothesisa i dijakonikona.
Za održavanje sakristije i ostalih crkvenih prostora skrbi se sakristan.